# شوكة الهراطقة

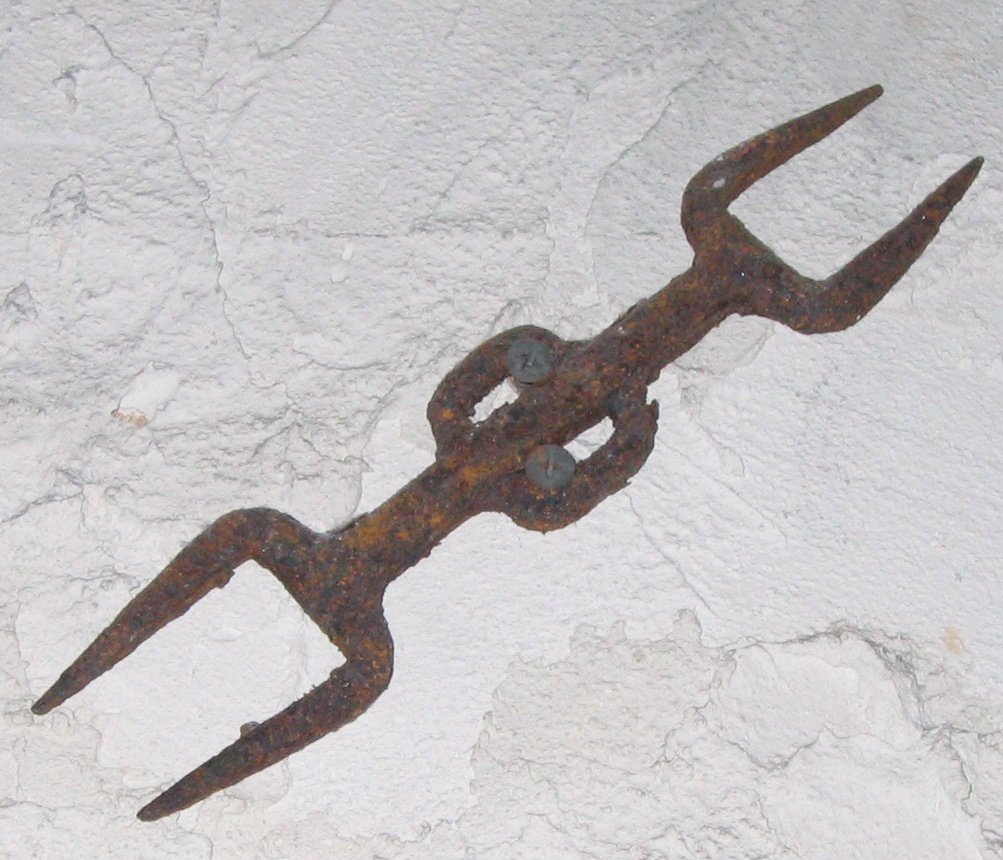

شوكة الهراطقة أو شوكة الزنادقة هي أداة تعذيب كانت تستخدم في محاكم التفتيش الإسبانية و أوروبا في العصور الوسطى، تتكون هذه الأداة من طرفين مدببين.

## طريقة أستعمالها
يتم غرز الطرف الأول تحت الذقن والطرف الثاني يتم وضعه تحت الرقبة مباشرةً، ويتم ربط حزام جلدي حول الرقبة ويترك فترة إلى ان يحاول الضحية ان يغفو وينزل رأسه تبدأ الشوكات بأختراق جلد الضحية مما يسبب للضحية ألم شديد للغاية.